# Glomus pustulatum
Glomus pustulatum är en svampart som beskrevs av Koske, Friese, C. Walker & Dalpé 1986. Glomus pustulatum ingår i släktet Glomus och familjen Glomeraceae.   Inga underarter finns listade i Catalogue of Life.